# Neskollen
Neskollen är en tätort i Nes kommun i Akershus fylke, i sydöstra Norge. Tätorten hade 2 825 invånare den 1 januari 2022. Orten ligger tio kilometer väster om kommunens centralort Årnes. Europaväg 16 går norr om tätorten.
År 2000 öppnades en skola, Neskollens skola. Den har cirka 500 elever i klasserna 1-7. Skolan är kommunens största i antal elever. Den har ca 40 anställda.
Tidigare har tätorten även omfattat ett mindre område av bebyggelse i grannkommunen Ullensaker. Detta rörde sig endast om fem invånare på en yta av 0,1 kvadratkilometer. Efter att beräkningsmetoden för tätorternas utbredning uppdaterades 2013 ingår dock inte längre det området i tätorten.